# Wohn- und Wirtschaftsgebäude Bredemeher Weg 10
Das Wohn- und Wirtschaftsgebäude Bredemeher Weg 10 in der niedersächsischen Gemeinde Alfstedt, Ortsteil Bredemehe, wurde in der zweiten Hälfte des 19. Jahrhunderts erbaut. Aktuell (2025) wird es zum Wohnen genutzt.
Das Gebäude steht unter Denkmalschutz (siehe auch Liste der Baudenkmale in Alfstedt).

## Geschichte und Beschreibung
Die Gemeinde Alfstedt wurde erstmals 1272 als Alvetesho erwähnt. Sie gehört seit 1974 zur Samtgemeinde Geestequelle. Bredemehe wurde 1310 erstmals erwähnt.
Das eingeschossige giebelständige und sehr niedrige Gebäude als Zweiständer-Hallenhaus in Fachwerk mit Steinausfachungen, mit reetgedecktem Krüppelwalmdach, Fledermausgaube, Uhlenloch sowie Grooter Door mit Korbbogen wurde zwischen 1850 und 1900 erbaut.
Das Landesdenkmalamt befand u. a.: „… ein regionstypisches Hallenhaus der zweiten Hälfte des 19. Jahrhunderts in Zweiständerkonstruktion … .“